# 吳尊
吳尊（1979年10月10日—），本名吳吉尊（Goh Kiat Chun），汶萊華裔演員、歌手、模特兒，台灣出道，為前男子偶像團體飛輪海成員。

## 個人背景

### 家族
吳尊出生於汶萊，祖先來自中華民國金門縣烈嶼鄉上庫村。其祖父吳福為躲避戰亂而從金門移民汶莱，後來從事五金生意，是首批移民汶萊的金門華人子弟。父親吳景添在汶萊經營地產公司，其經營範圍橫跨中國大陸與汶萊兩國，是當地的地產大亨。吳尊在家中排行最小，有一個哥哥吳吉旺及姐姐，母親約在2002年因胰臟癌離世。
而其伯父吳景進所開設的吳福記汽車公司是汶萊的汽車代理，每年的汽車銷量能佔全國的三分之一；另外吳景進還是當地金門建築創辦人、《汶萊時報》的董事之一，是汶萊十大富豪之一；吳景進被汶萊王室封為“宫廷大臣甲必丹”，社會地位很高；吳景進也是國會議員，每年大大小小的王室活動，他都會被邀請參加。堂哥為中華民國第三届金門縣選區國民大会代表、第五、第六屆金門縣選區立法委員、現任新黨主席吳成典。

### 家庭
- 吳尊的妻子林麗吟（1979年10月11日－），同為汶萊華人，1996年透過吳尊姐夫介紹，是吳尊初戀女朋友，也是姐夫的表妹，兩人16歲開始交往，於2004年12月2日註冊結婚[7]。
- 2010年10月10日，林麗吟在汶萊產下大女兒，吳欣怡 Shayna Goh，乳名 Neinei。
- 2013年10月11日，林麗吟產下兒子，吳鑫樂 Max Goh。

### 學歷
中學就讀於汶萊中華中學，16歲前往澳洲讀書，並在墨爾本皇家理工大學修讀工商管理學士，學生時代開過撞球房、改裝車店，大學畢業後開設汶萊第一間健身房FitnessZone，身兼健身教練。

## 經歷
吳尊出生於汶萊華人富裕家庭；父親吳景添是經營地產公司。吳尊在澳洲大學畢業之後，曾在新加坡當一個月的模特兒，又到臺灣的伊林模特經紀公司做模特兒。2005年1月，吳尊到台北逛華納威秀時，被S.H.E中的陳嘉樺（Ella）之姊姊和其男友黃萬伯（阿Ken）一眼看中，便介紹他去參加偶像劇《東方茱麗葉》試鏡，後順利成為該劇男主角，其後一度是華語男子組合飛輪海的成員之一。吳尊其後發展重心轉戰大銀幕拍攝電影和電視劇。吳尊在2013年公佈已婚。
2014年帶同女兒一起參與中國浙江衛視的真人秀節目《爸爸回來了》。2017年，吴尊帶一對兒女參加湖南衛視綜藝節目《爸爸去哪兒第五季》。2022年3月與妻小移居中國上海。

## 音樂作品
以團體「飛輪海」名義代言的部分詳見團體條目

## 影視作品

### 電視劇
| 首播年份   | 電視台               | 劇名                                        | 角色               |
| 2005年     | 八大                 | 《終極一班》                                | КО.1田弘光（客串） |
| 2006年     | 八大、公視           | 《東方茱麗葉》                              | 紀風亮             |
| 2006年     | 八大、華視           | 《花樣少年少女》                            | 左以泉             |
| 八大       | 《終極一家》         | 火焰使者（客串）                            |                    |
| 中視、八大 | 《公主小妹》         | 南風瑾                                      |                    |
| 中視、八大 | 《惡作劇2吻》        | 傑克遜                                      |                    |
| 2008年     | 中視、八大           | 《籃球火》                                  | 無極尊             |
| 2011年     | 台視、八大、湖南衛視 | 《陽光天使》                                | 狄雅辛             |
| 2013年     | 台視                 | 《遇見幸福300天》                           | 吴尊（客串）       |
| 2013年     | 緯來日本台           | 《金田一少年之事件簿 香港龍發財寶殺人事件》 | 李白龍             |
| 2014年     | 緯來日本台           | 《金田一少年之事件簿 獄門義塾殺人事件》     | 李白龍             |
| 2018年     | 東方衛視             | 《武動乾坤之英雄出少年》                    | 林琅天             |
| 2018年     | 東方衛視             | 《武動乾坤之冰心在玉壺》                    | 林琅天             |

### 網路劇
| 首播年份 | 劇名          | 角色 | 性質     |
| 2015年   | 《廢柴兄弟3》 | 霍爾 | （客串） |

### 電影
| 首播年份 | 電影名稱                   | 導演      | 飾演        |
| 2008年   | 《武俠梁祝》，別名《劍蝶》 | 馬楚成    | 梁仲山      |
| 2009年   | 《錦衣衛》                 | 李仁港    | 大漠判官    |
| 2011年   | 《大武生》                 | 高曉松    | 關一龍      |
| 2011年   | 《開心魔法》               | 葉偉信    | 凌楓        |
| 2013年   | 《忠烈楊家將》             | 仁泰      | 六郎 楊延昭 |
| 2015年   | 《王朝的女人·楊貴妃》      | 十慶      | 壽王 李瑁   |
| 2017年   | 《我是馬布里》             | 楊子      | 李楠        |
| 2018年   | 《謎巢》                   | 金波·藍道 | Luke        |

### 综艺節目
| 日期 | 電視台/網絡 | 节目名稱             | 備注                                                     |
| 2014 | 浙江卫视    | 《爸爸回來了第一季》 | 常駐嘉賓，與女兒Neinei共同參加                           |
| 2016 | 浙江卫视    | 《王牌對王牌》       | 第10期嘉賓，王牌CP大PK，重現《花樣少年少女》             |
| 2016 | 浙江卫视    | 《來吧冠軍》         | 第4期嘉賓，籃球特輯 ； 第11期嘉賓，斯諾克特輯            |
| 2017 | 芒果TV      | 《爸爸去哪兒第五季》 | 常駐嘉賓，與女兒Neinei和兒子Max共同參加                  |
| 2018 | 湖南卫视    | 《快樂大本營》       | 嘉賓，電影《謎巢》宣傳                                   |
| 2018 | 优酷        | 《這!就是鐵甲 》     | 常駐嘉賓，戰隊經理人                                     |
| 2018 | 湖南卫视    | 《快樂大本營》       | 嘉賓，化身能力者展現超強體能                             |
| 2018 | 腾讯        | 《超級企鵝聯盟》     | 嘉賓，戰神隊隊長                                         |
| 2018 | 江苏卫视    | 《最美的時光》       | 常駐嘉賓，與父親吳景添共同參加                           |
| 2019 | 浙江卫视    | 《奔跑吧》           | 第2期嘉賓，鞍鋼特輯                                      |
| 2019 | 浙江卫视    | 《熟悉的味道第四季》 | 第3期嘉賓，與父親吳景添共同參加                          |
| 2019 | 腾讯        | 《超級企鵝聯盟》     | 第6期嘉賓，魔王踢館賽率戰神隊回歸 ； 第7期嘉賓，八強之戰 |
| 2019 | 腾讯        | 《超級企鵝聯盟》     | 超級企鵝聯盟《Super3:星斗場》北京總決賽                  |
| 2019 | 北京卫视    | 《上新了故宮第二季》 | 第3期嘉賓，化身新品開發官                                |
| 2020 | 芒果TV      | 《婚前21天》         | 常駐嘉賓，與太太林麗吟共同參加                           |
| 2020 | 湖南卫视    | 《天天向上》         | 2020.3月15日 嘉賓                                        |
| 2022 | 浙江卫视    | 《冰雪正當燃》       | 常駐嘉賓                                                 |

### 音樂錄影帶(MV)
- 2006年，台灣偶像劇《花樣少年少女電視原聲帶》的「怎麼辦」MV
- 2006年，台灣偶像劇《花樣少年少女電視原聲帶》的「專屬天使」MV

## 書籍作品
- 《決定勇敢》長沙: 湖南文藝出版社. 2013年11月1日. ISBN 9787540464318
- 《決定勇敢》台北: 推守文化創意. 2013年10月2日. ISBN 9789865883249
- 《我的旅程》沈陽: 萬卷出版公司. 2010年3月1日. ISBN 9787547007723

## 獎項

### 大型頒獎禮獎項
| 年份 | 獎項                                                |
| ---- | --------------------------------------------------- |
| 2008 | - 汶萊亞太企業家頒獎典禮 — 年度青年企業家獎         |
| 2010 | - 亞洲模特兒頒獎禮 — 亞洲明星獎                     |
| 2011 | - 超級盛典 — 最具風格新銳演員獎                     |
| 2012 | - 華娛衛視 — 亞洲十大紅人獎                         |
| 2015 | - 亚洲影響力東方盛典 — 亞洲影響力風尚先生獎         |
| 2015 | - 汶萊青年日慶祝活動 — 最佳模範青年獎               |
| 2017 | - 網易年度有態度大賞 — 年度最具影響力人物獎         |
| 2017 | - 商業星力量巔峰人物年度盛典 — 年度吸引力明星獎     |
| 2017 | - 女性傳媒大獎 — 2017年女性傳媒大獎年度成就男性榜样 |
| 2018 | - 優酷YC盛典 — 優酷YC盛態度典範獎                   |
| 2019 | - 瑞麗美容大賞 — 2018年度影響力藝人獎               |
| 2019 | - 電視劇品質盛典 — 年度周播劇突破表現男演員         |
| 2019 | - MAHB時尚先生盛典 — 年度跨界力量藝人               |

## 外部連結
- 吳尊的Instagram帳戶
- 吳欣怡NeiNei的Instagram帳戶
- 吳尊的新浪微博（页面存档备份，存于）
- 吴尊资讯站的新浪微博
- 吳尊的快手帳戶
- 福隆製作有限公司（页面存档备份，存于）（英文）（繁體中文）
- 吳尊在互联网电影资料库（IMDb）上的資料（英文）
- 吳尊在香港影庫上的簡介
- 吳尊在豆瓣上的资料（简体中文）
- 吳尊在时光网上的簡介（简体中文）
- 華文影史庫上吳尊簡介